# Jaroslav Rudiš
Jaroslav Rudiš (* 8. června 1972 Turnov) je český spisovatel, dramatik, scenárista a novinář. Kromě literární tvorby je také autorem divadelních her a komiksů.Mezi jeho nejznámější záliby patří železnice a cestování vlaky. Žije střídavě v Berlíně a v Čechách. Svá díla zpravidla píše německy, poté jsou jeho knihy překládány do češtiny. Obdržel řadu ocenění, u příležitosti státního svátku 28. října 2024 mu prezident České republiky Petr Pavel udělil  medaili Za zásluhy I. stupně o stát v oblasti kultury a umění.

## Život
Vyrostl v Lomnici nad Popelkou. Navštěvoval gymnázium v Turnově, po něm vystudoval Pedagogickou fakultu Technické univerzity v Liberci (obor němčina – dějepis); dále studoval v Praze a Curychu. V letech 2001 až 2002 pobýval v Berlíně, kde obdržel novinářské stipendium na Svobodné univerzitě.
Pracoval jako učitel, DJ, manažer punkové skupiny, hotelový portýr a od roku 1998 s přestávkami jako novinář v deníku Právo. Od roku 2006 je spisovatelem na volné noze. Příležitostně vystupuje se skupinami U-Bahn a The Bombers, píše také písňové texty (mj. pro skupiny Umakart a Lety mimo). S básníkem a prozaikem Igorem Malijevským pořádá v pražském Divadle Archa pravidelný literárně-hudební kabaret EKG. Od roku 2014 vystupuje Jaroslav Rudiš v hudebním projektu Kafkaband, který zhudebňuje texty Franze Kafky. Na projektu se podílí další hudebníci, jako například Jaromír Švejdík, Tomáš Neuwerth, Zdeněk Jurčík a další.
Prvotina Nebe pod Berlínem (2002) získala Cenu Jiřího Ortena a byla také oceněna jako Nejkrásnější kniha roku. Román byl přeložen do sedmi jazyků, vznikla podle něho divadelní i rozhlasová adaptace a autor jej načetl také jako audioknihu.
Vydal trilogii komiksů Alois Nebel (spolu s kreslířem Jaromírem 99, tj. Jaromírem Švejdíkem, Bílý Potok, Hlavní nádraží a Zlaté Hory, 2003–2005) o česko-německém výpravčím vlaků, sloužícím na malé stanici v Sudetech; Alois Nebel byl roku 2011 zfilmován technikou rotoskopie, byl poprvé uveden na filmovém festivalu v Benátkách. V roce 2012 získal Evropskou filmovou cenu jako nejlepší animovaný film. S germanistou Tomášem Dimterem pro vydání připravil knihu Německá čítanka. Gutenbergova čítanka současné německé prózy (Labyrint, Gutenberg, 2005). Roku 2015 byl hostem 16. ročníku Měsíce autorského čtení. V roce 2018 v Lipsku získal Cenu literárních domů za rozvoj česko-německého dialogu, kterou společně udělují literární domy Německa, Rakouska a Švýcarska. Za knihu Winterbergs letzte Reise (česky Winterbergova poslední cesta) z roku 2019 byl nominován na cenu knižního veletrhu v Lipsku v kategorii beletrie. Německý prezident Frank-Walter Steinmeier 1. října 2021 vyznamenal Jaroslava Rudiše Záslužným řádem Spolkové republiky Německo za přínos ke sbližování Čechů a Němců.

## Dílo
Z komiksu, který ilustroval a spoluvytvářel Jaromír 99 (Jaromír Švejdík), vznikla divadelní hra, kterou uvádí Činoherní studio Ústí nad Labem (2005). Další hru Léto v Laponsku napsal ve dvojici s Petrem Pýchou (2005, 2. místo a Cena Českého rozhlasu v dramatické soutěži o Cenu Alfréda Radoka, premiéra v listopadu 2006 ve Slováckém divadle v Uherském Hradišti). Společně napsali i hru Strange Love (premiéra v březnu 2007 v Činoherním studiu Ústí nad Labem) a Lidojedi (2017, opět Činoherní studio Ústí nad Labem) a s Martinem Beckerem rozhlasovou hru Lost in Praha (2007). Podle námětu románu Grandhotel (2006) napsal pro režiséra Davida Ondříčka scénář ke stejnojmennému filmu (premiéra v říjnu 2006). V prosinci 2007 vydal román Potichu, který se odehrává v Praze během posledního letního dne a spojuje příběhy pětice postav. Podle komiksu Alois Nebel vznikl také stejnojmenný film (2011) s Miroslavem Krobotem v hlavní roli; režie Tomáš Luňák. Napsal také divadelní hru Čekání na konec světa. Novela Národní třída byla pod stejným názvem zfilmována režisérem Štěpánem Altrichterem (premiéra 2019). Divadelní premiéru adaptace románu Winterbergova poslední cesta tvůrci naplánovali na leden 2022.
- Nebe pod Berlínem, (Labyrint, 2002), debut „rockových příběhů z berlínského metra“. Za toto dílo obdržel Cenu Jiřího Ortena. Román byl přeložen do němčiny, polštiny, srbštiny, italštiny, švédštiny, běloruštiny a ukrajinštiny. Příběh o muži, který se vydává do Berlína, aby se vymanil ze svých závazků a našel nový smysl života. Hlavní postava se noří do světa rockových klubů a zejména do prostředí berlínského metra, které se stává ústřední metaforou lidské existence.
- Alois Nebel – komiksová trilogie vyšla v překladech také v Polsku, Německu, Srbsku, ve Francii, Španělsku a v Itálii (Modern Times: 2021)
  - Bílý potok, (Labyrint, 2003); do angličtiny přeložený Annou Lordan jako Bílý Potok – A Story from the Borderlands vydal Labyrint roku 2005
  - Hlavní nádraží, (Labyrint, 2004)
  - Zlaté Hory, (Labyrint, 2005)
- Léto v Laponsku, (Labyrint, 2006) – divadelní hra
  - V roce 2006 zpracováno v Českém rozhlasu jako roadstory o cestě na sever. Rozhlasová úprava Petr Mančal, Kateřina Rathouská, Jaroslav Rudiš a Petr Pýcha. Dramaturgie Kateřina Rathouská. Režie Petr Mančal. Osoby a obsazení: Leoš (Martin Myšička), Lucie (Jana Stryková), matka (Hana Maciuchová), muž/otec (Jiří Ornest), Orion (Ivan Řezáč) a hlas (Tobiáš Jirous). Český rozhlas.[10]
- Grandhotel, (Labyrint, 2006) – román, cena Magnesia Litera 2007 – cena čtenářů, vyšel také německy, polsky a srbsky. Román o Fleischmanovi, samotářském meteorologovi-amatérovi, který pracuje v hotelu na vrcholu Ještědu. Pozoruje mraky, vede si o nich záznamy a sní o útěku z Liberce, který vnímá jako vězení. Žije izolovaně, bez přátel a milostných vztahů, trpí pod nadvládou nevlastního otce a šéfa Jégra. Román se skládá z mozaiky epizod, které ukazují Fleischmanovu minulost i vnitřní vývoj směrem k rozhodnutí opustit svůj dosavadní život.
- Potichu, (Labyrint, 2007) – román, vyšel i německy. Kniha vypráví o jednom dni v životě pěti postav (Vladimír, Wayne, Hana, Vanda a Petr), jejichž osudy se na konci dne osudově protnou. Děj se odehrává v současné Praze a zobrazuje vnitřní nejistoty a nenápadné krize všedního dne. Klíčovým motivem je pocit ztracenosti a touha po změně, přičemž forma románu využívá krátké kapitoly, klipovitou strukturu a strohý, opakující se jazyk.
- Alois Nebel: Na trati, (Labyrint, 2008) – krátké komiksové stripy kreslené Jaromírem 99 publikované v Reflexu a v Respektu
- Konec punku v Helsinkách (Labyrint, 2010) – román, vyšel i francouzsky, polsky, německy a finsky. Příběh o dvou vypravěčích – Oleovi, stárnoucím bývalém punkerovi provozujícím bar v Německu, a Nancy, dospívající dívce z Jeseníku v roce 1987. Jejich životy propojuje dávná událost z koncertu punkové kapely. Román zkoumá téma protestu a rezignace ve dvou časových rovinách, konfrontuje minulost s přítomností a ukazuje deziluzi z dospívání i stárnutí.
- Národní třída (Labyrint, 2013) – novela, původně divadelní hra pro divadlo Feste. Nominace na cenu Magnesia Litera 2014 v kategorii próza. Vyšla také jako audiokniha, interpretovaná Hynkem Čermákem. Příběh vyprávěný formou vnitřního monologu hlavního hrdiny přezdívaného Vandam – agresivního samotáře a bojovníka ze sídliště, který se snaží žít podle vlastních zásad čerpajících z válečných příběhů i akčních filmů. Kniha zachycuje jeho každodenní život, vztah k zadlužené hostinské a snahu předat bojovnické hodnoty synovi.
- Český ráj (Labyrint, 2018) – novela, původně divadelní hra pod názvem Čekání nakonec světa pro divadlo Feste. Souběžně byla vydána audiokniha, namluvená Petrem Čtvrtníčkem.[11][12] – Novela vystavěná výhradně na dialozích skupiny mužů, kteří se pravidelně setkávají ve staré sauně maloměstského typu. Jejich hovory, plné banalit, životních příběhů, úvah i pábitelských historek, se točí kolem všednosti, vztahů, stárnutí a hlavně tajemství, co se skrývá za zdí ženské části sauny. Text oslavuje obyčejnost a mužský pohled na svět, přičemž postupně odhaluje osudy jednotlivých postav.
- Winterbergova poslední cesta (německy Winterbergs letzte Reise, Luchterhand Literaturverlag 2019, česky Labyrint 2021) – [4] Román, který sleduje pouť vlakem devětadevadesátiletého Wenzela Winterberga a jeho ošetřovatele Jana Krause napříč bývalým Rakousko-Uherskem. Kniha ztvárňuje střet osobní a kolektivní paměti, přičemž Winterberg svými monology „trpí záchvaty historie“ a odhaluje traumata střední Evropy. Cesta se inspiruje historickým bedekrem a propojuje konkrétní krajiny s reflexí dějin, paměti a viny.
- Gebrauchsanweisung fürs Zugreisen (německy Piper, München 2021)
- Návod k použití železnice (německy Gebrauchsanweisung fürs Zugreisen, 2021, česky Labyrint 2023), cestovatelská příručka, literární cesta po kolejích celé Evropy[3] – Kniha, představující osobní a vášnivé vyznání lásky k železnici. Formou subjektivních esejí a cestopisných postřehů autor líčí své zážitky z cestování vlakem po Evropě, vzpomíná na rodinné vazby k dráze a reflektuje roli železnice v kultuře. Text kombinuje fakta, pozorování i nostalgii a nabízí čtenáři nevšední pohled na svět železnice skrze autorovu osobní optiku.
- Weihnachten in Prag, 2023, česky Vánoce v Praze (Labyrint 2024). Ilustrace Jaromír Švejdík.[6][13] – Příběh o čtyřech osamělých postavách, které se na Štědrý večer náhodně setkají při toulkách zasněženou Prahou. Vypravěč Jára se marně snaží dovolat přátelům a místo toho potkává svérázného Kavku se svítící hlavou, Pražského krále – zloděje ve výslužbě, a italskou vdovu. Společně procházejí pražské hospody a ulice, sdílejí příběhy a v melancholickém večeru nacházejí drobné zázraky, lidskost a naději. Povídka využívá prvky magického realismu, odkazuje na Kafku, Hrabala a atmosféru „magické Prahy“, a oslavuje ducha Vánoc i přátelství mezi cizinci.

### Povídky
Povídkami je Jaroslav Rudiš zastoupen v knihách Co z tebe bude (2007), Tos přehnal, miláčku (2009) a Povídky o mužích (2010). Jeho povídka Pankáči na Baltu vyšla v Respektu 21, 32/2010 (9. srpna 2010): strana 42–45.

### Divadelní hry
Jaroslav Rudiš je rovněž autorem hry Krvavý měsíc, která měla premiéru v divadle Reduta 7. června 2024.

## Ocenění
- Cena Jiřího Ortena (2002) za povídkový román Nebe pod Berlínem
- Magnesia Litera (2007) v kategorii cena čtenářů, za román Grandhotel
- Usedomská literární cena (2014) za přispění k evropskému dialogu
- Cena literárních domů (2018) za různorodé literární dílo a schopnost pracovat s literaturou v odlišných formách, cenu společně udělují literární domy v Německu, Rakousku a Švýcarsku
- Cena knižního veletrhu v Lipsku (2019) nominace, v kategorii beletrie za román Winterbergs letzte Reise (Winterbergova poslední cesta)
- Záslužný řád Spolkové republiky Německo (2021) se zvláštním pohledem na kulturní život v Německu, udělil německý prezident Frank-Walter Steinmeier
- Cena Karla Čapka (2022) za román Winterbergova poslední cesta, uděluje České centrum Mezinárodního PEN klubu
- Magnesia Litera (2022), nominace, v kategorii za překladovou knihu, za román Winterbergova poslední cesta. Román z němčiny do češtiny přeložila Michaela Škultéty.
- Medaile Za zásluhy  I. stupně o stát v oblasti kultury a umění (2024), udělil prezident České republiky Petr Pavel[7]

## Galerie

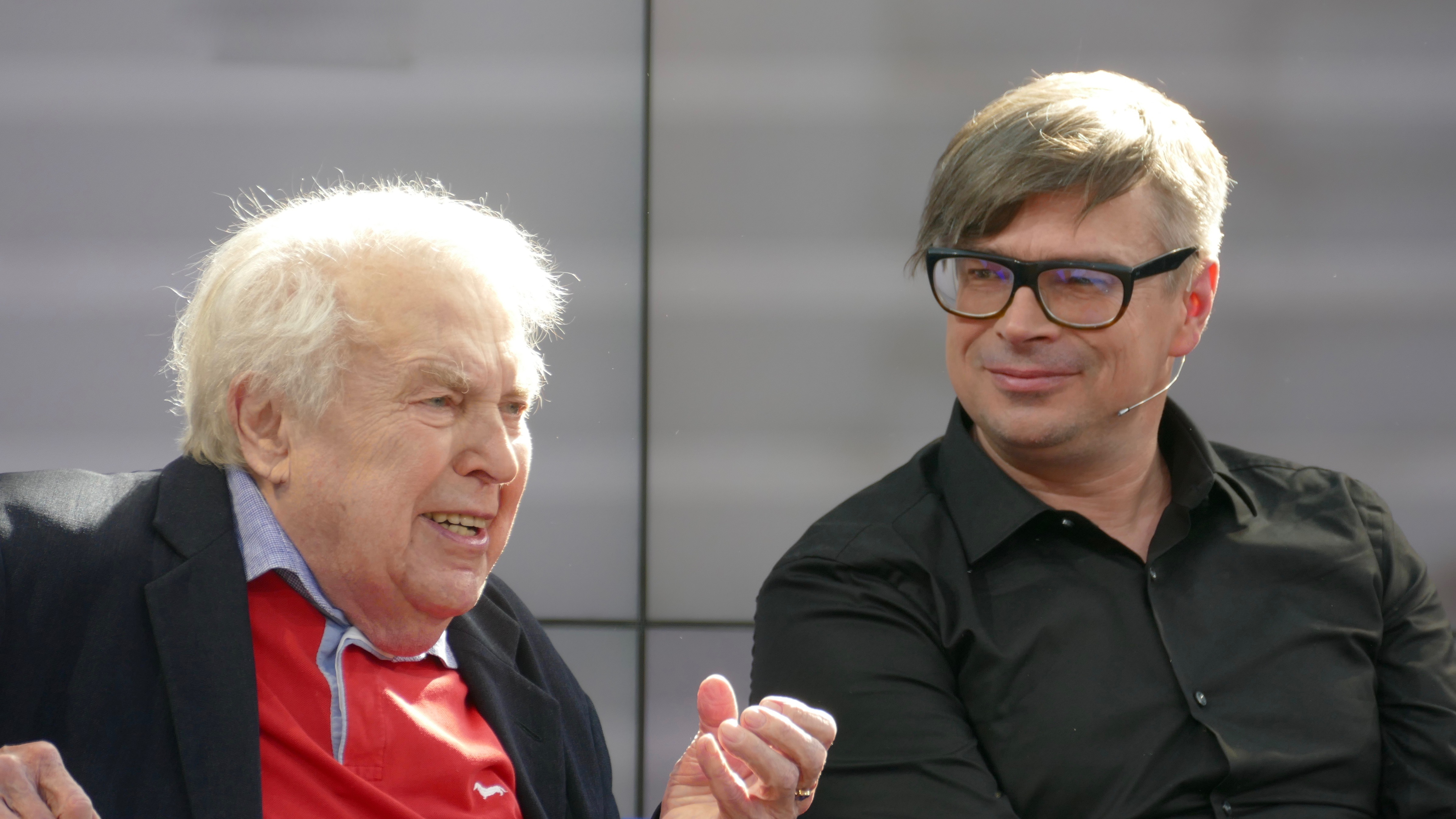
Pavel Kohout a Jaroslav Rudiš na Lipském knižním veletrhu v roce 2019
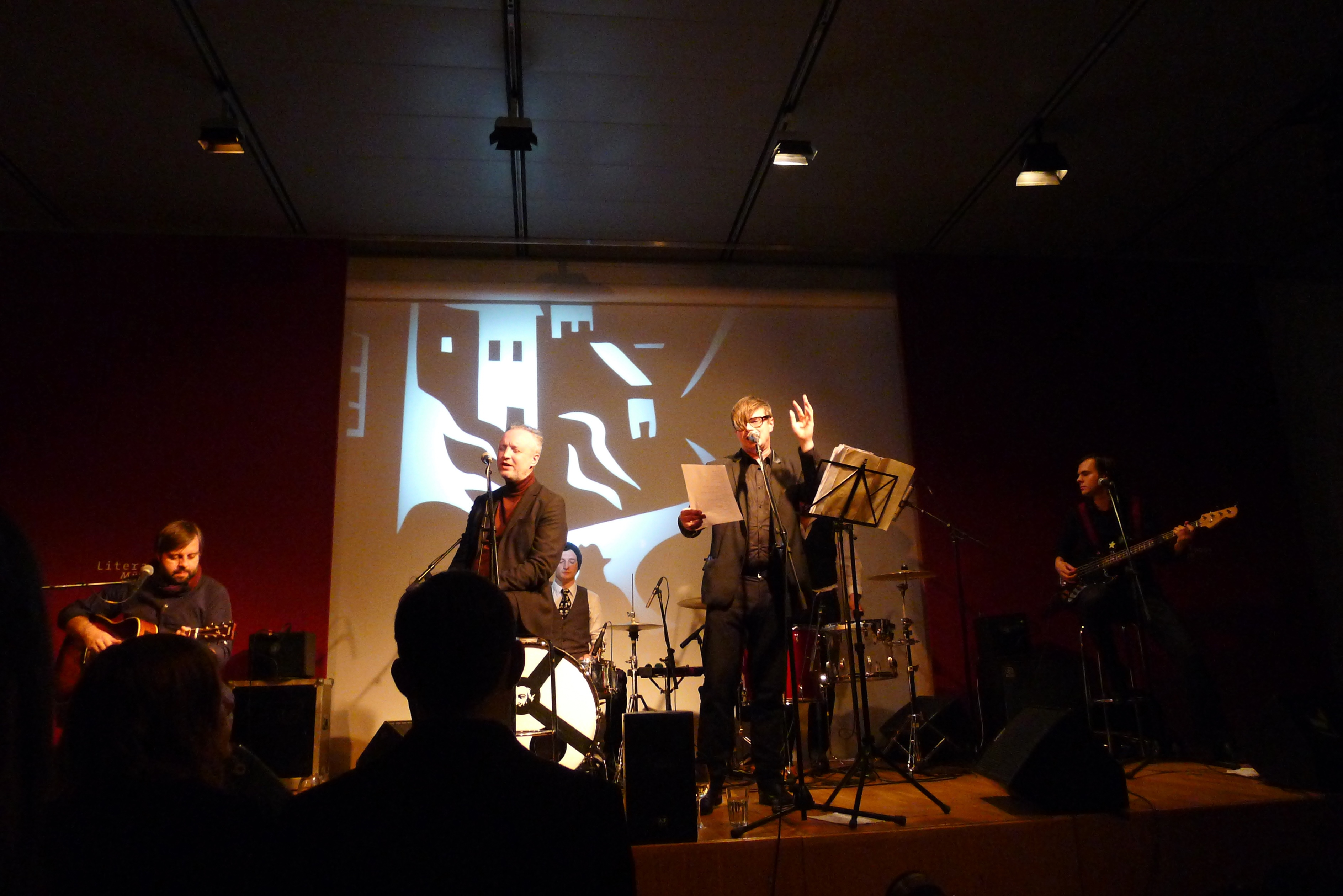
Vystoupení Kafka Bandu v mnichovském Domě literatury. Na snímku uprostřed Jaromír 99 a Jaroslav Rudiš
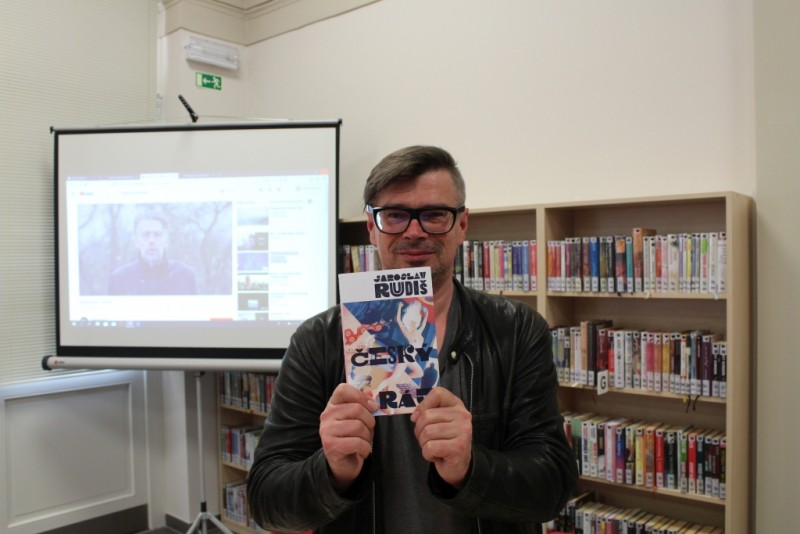
Jaroslav Rudiš představuje svou knihu Český ráj
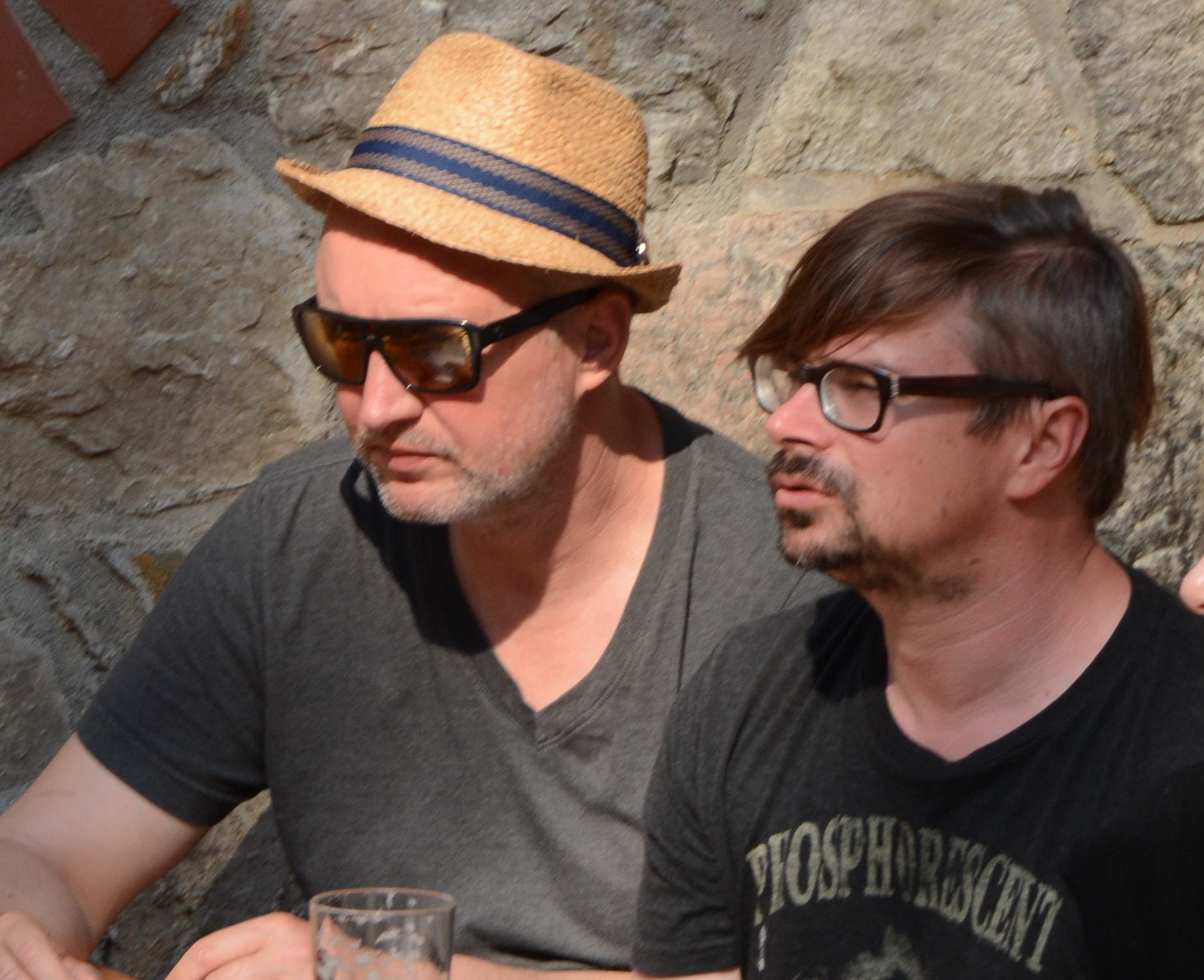
Jaromír Švejdík (Jaromír 99) a Jaroslav Rudiš, autoři komiksu Alois Nebel